# Ammut

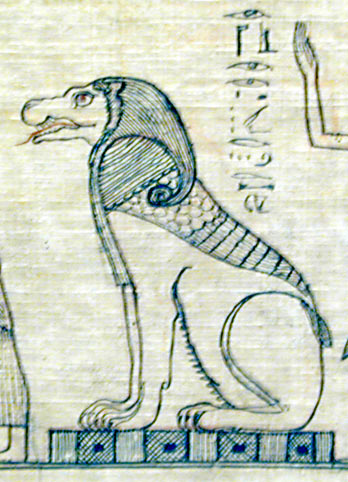
Papir amb la representació d'Ammut

En la mitologia egípcia, Ammut ('Devorador', coneguda com la "devoradora dels morts") era una diablessa, en part lleona, hipopòtam i cocodril, que representen els tres animals més letals per als egipcis.
Ammut vivia sota les balances de justícia, a Duat, l'inframon. Thoth comparava el cor d'una persona amb una ploma, el símbol de Ma'at, la dea de la veritat. Si el cor es considerava impur, Ammut el devorava i a la persona que sofria judici no se li permetia d'entrar al paradís etern, Aaru.
Noms alternatius: Ammit, Ahemait.
| a | m | m | i | i | t | F10 | F27 |

| a | m | m | i | i | t | F10 | F27 |